# 1520

## Събития
- 1520 – 1566 – управление на Султан Сюлейман Великолепни

## Родени
- Винченцо Галилей, италиански композитор
- Иван Фьодоров, основоположник на книгопечатането в Беларус, Русия и Украйна

## Починали
- 6 април – Рафаело Санцио, италиански художник
- 29 юни – Монтесума II, император на Ацтекската империя
- 21 септември – Селим I, Султан на Османската империя